# Дмитрий Хомуха
Дмитрий Иванович Хомуха е туркменистански футболист от украински произход, притежава и руски паспорт. Играл е като полузащитник. Считан е за отличен изпълнител на преки свободни удари.

## Кариера
Кариерата на Дмитрий започва в местния Копетдаг Ашхабат. През 1988 е забелязан от ЦСКА (Москва) и е взет в дублиращия отбор. Изиграва 35 мача и вкарва 3 гола. Въпреки добрите си изяви, Хомуха не стига до мъжката формация на „армейците“ и е трансфериран в СКА Лвов. Още на полусезона обаче Дмитрий се завръща в дубъла на ЦСКА. През 1989 преминава в Металист Харков. Там халфът участва в голяма част от мачовете на тима, но рядко се разписва и за целия си престой в Металист отбелязва само 3 попадения в шампионата.
След като през 1994 тимът от Харков изпада в по-долна дивизия, Хомуха подписва с втородивизионния руски Ерзу Грозни. След края на сезона обаче тимът е разпуснат поради началото на войната в Чечения. Туркменистанецът е привлечен със свободен трансфер в „Зенит“. Там изкарва 2 сезона и вкарва 4 гола в 61 мача.
През 1997 подписва с ЦСКА Москва, заедно със съотборниците си Владимир Кулик и Максим Боков. Тримата са основни играчи в състава, достигнал второ място в Висшата дивизия през 1998. Следващата година отново е силна за Хомуха, който помага на отбора си да достигне трето място в първенството. Дмитрий става един от най-значимите играчи на московските армейци от края на 90-те години.
През 2001 Хомуха се оказва ненужен в ЦСКА поради напредналата му футболна възраст и новият собственик Евгений Гинер го продава на „Шинник“. Още същата година Хомуха става звездата в „Шинник“ и печели Първа дивизия. През 2004 преминава в „Терек“, като отново става шампион в 1 дивизия и печели Купата на Русия.
Година по-късно „Терек“ изпада след разочароващ сезон, а Хомуха прекратява кариерата си.
През 2010 става треньор на юношеския национален отбор на Русия. През май 2013 възпитаниците на Хомуха печелят европейската титла.